# 大杜父鱼属
大杜父鱼属（学名：Megalocottus）为杜父鱼科的一个属。

## 下属物种
本属包括以下物种：
- 扁頭大杜父魚 Megalocottus platycephalus (Pallas, 1814)
- 條帶大杜父魚 Megalocottus taeniopterus (Kner, 1868)